# Antonio Gades
Antonio Gades (születési neve: Antonio Esteve Ródenas) (Elda, 1936. november 14. – Madrid, 2004. július 20.) spanyol táncművész, flamenco-táncos, koreográfus. Nem voltak sem andalúziai, sem cigány felmenői, mégis a legjobb és leghíresebb flamenco-táncosok közé tartozott. Kihozta a flamencót a kiskocsmákból, mulatóhelyekről, és színpadra állította.

## Pályafutása
Apja építőipari munkás volt, a spanyol polgárháborúban a köztársaságiakkal harcolt. Antonio 11 éves korában kimaradt az iskolából, hogy pénzt keressen. Volt kifutófiú, fényképészsegéd, az ABC napilap újságkihordója. Akkoriban a fiatalok verkli zenére táncoltak az utcán. A szomszédasszonyuk beszélte rá édesanyját, hogy írassa be tánciskolába a jó hallású, jó mozgású és jóképű Antoniót. Néhány hónap múlva ebben a madridi tánciskolában fedezte fel őt Pilar López Júlvez táncművész és koreográfus, és a 15 éves fiút rögtön elvitte társulatába, és nevét Gadesre változtatta.
1962-ben már a társulat vezető táncosa és koreográfusa volt, de saját útját akarta járni. Olaszországban koreográfusként működött együtt Gian Carlo Menottival. 1963-ban visszatért hazájába, és Carmen Amayával táncolt a Los Tarantos zenés filmdrámában, amelyet Francisco Rovira Belete rendezett. Hat táncossal saját társulatot alapított, és nagy sikerű előadásokat tartott Barcelonában. Meghívást kaptak az Egyesült Államokba, az 1963–64-es New York-i Világkiállításra. A sikeres amerikai bemutatkozást tíz évig tartó turné követte. Felléptek több európai országban, Japánban és újra az Egyesült Államokban. 1972-ben és 1974-ben Budapesten vendégszerepeltek. Húsz éven át volt partnere Cristina Hoyos, aki azután saját társulatot hozott létre.
1975-ben tiltakozásból feloszlatta társulatát, mert a Franco-rezsim öt ember kivégzését hagyta jóvá. Alteába vonult vissza. 1977-ben Kubába települt át Alicia Alonso meghívására, aki a tánc továbbfolytatására biztatta, s akivel betanulta a Giselle balettet. Az előadás óriási sikert aratott New Yorkban, a Metropolitan Operában.

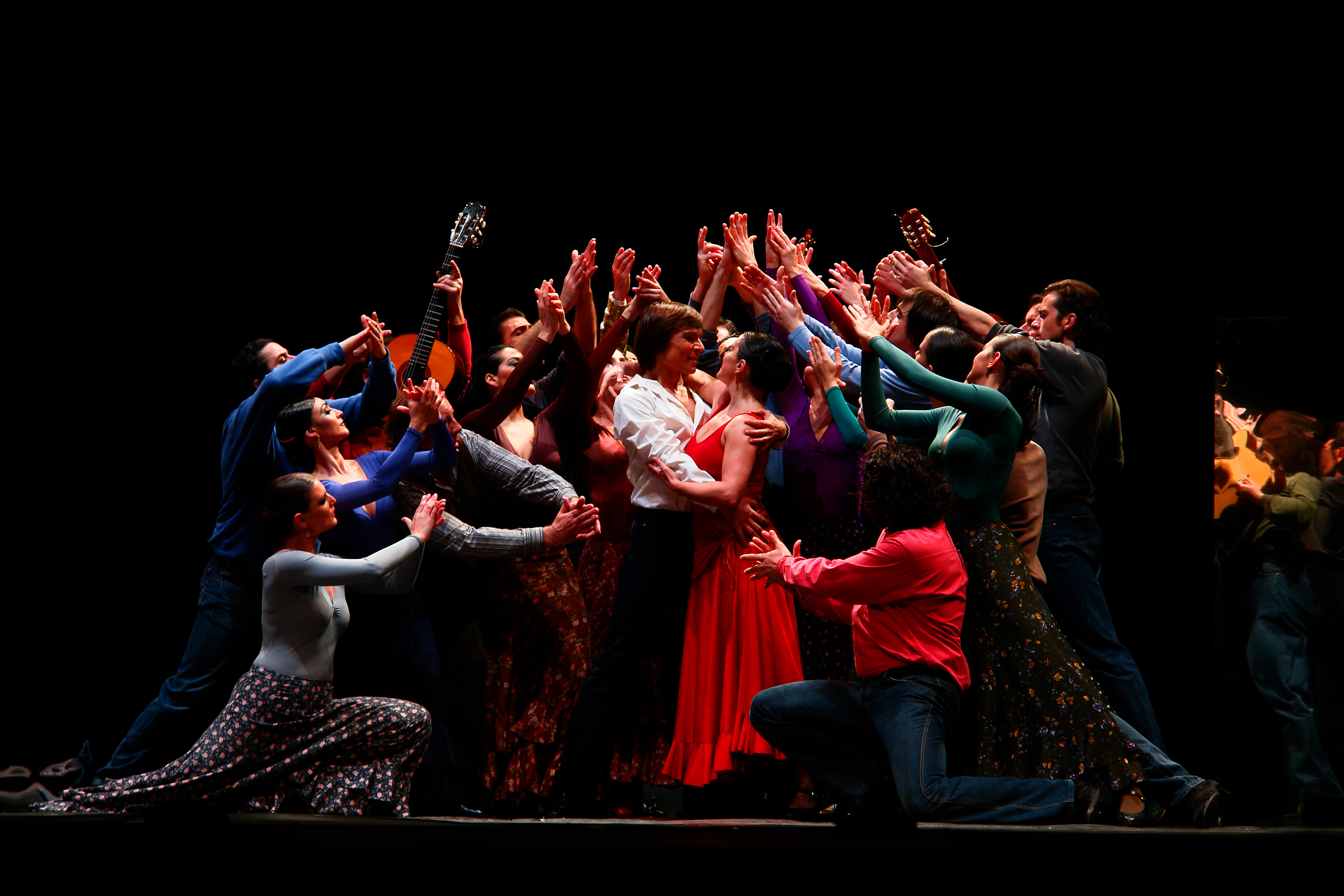
A Compañía Antonio Gades előadása Deauville-ben 2008 februárjában

1979-ben visszatért hazájába, részt vett a Ballet Nacional de España megalapításában, és az intézmény főigazgatóvá nevezték ki. Az előadásaik sikere ellenére a francoista kulturális miniszter leváltotta igazgatói posztjáról másfél év után, mert nem engedett beleszólni esztétikai elképzeléseibe.
Carlos Saura gyakran volt jelen a Nemzeti Balett próbáin. Elhatározta, hogy filmen rögzíti egy produkció születését, a táncosok bemelegítésétől, a tánclépések begyakorlásáig. 1981-ben Federico García Lorca Vérnász című drámáját vitte filmre díszletek és kosztümök nélkül a próbateremben. A koreográfiát még 1974-ben készítette Gades. Saura még két filmet forgatott Gadessel. 1983-ban a Carmen-t, Mérimée novellája és a Bizet operája alapján, a címszerepben Laura del Sol táncosnővel, és 1985-ben a Bűvös szerelmet (El amor brujo).
1994-ben újra saját társulatot alapított 36 táncossal, a Compañía Antonio Gadest. 2003-ban rákot diagnosztizáltak nála. Madridban hunyt el 2004-ben.